# Johann Wanning
Johann Wanning (ur. 1537 w Kampen, zm. 1603 w Gdańsku) – gdański kompozytor i kapelmistrz.
W 1560 ukończył studia na Uniwersytecie Albertyna w Królewcu. Był kapelmistrzem kościoła NMP w Gdańsku.

## Nagrania utworów
Music of Old Gdańsk vol 2
- Vox clamantis in deserto a 5
- Omnis qui se exaltat a 5 Sententiae insigniores